# Onthophagus dohertyi
Onthophagus dohertyi là một loài bọ cánh cứng trong họ Bọ hung (Scarabaeidae).